# Steven Strogatz
Steven Henry Strogatz (Torrington, 13 agosto 1959) è un matematico statunitense noto per i suoi studi sulla sincronizzazione dei sistemi dinamici, per i suoi contributi alla matematica applicata, in particolare alla biologia matematica e alla teoria delle reti complesse, e per la sua opera di divulgazione.
È professore di matematica applicata alla Cornell University.

## Formazione scolastica
Strogatz frequentò il liceo allo Loomis Chaffee dal 1972 al 1976. Dopo la laurea alla Università di Princeton, con lode, con un Bachelor of Arts in matematica nel 1980, è stato un Marshall Scholar al Trinity College di Cambridge dal 1980 al 1982, e poi ha conseguito un PhD in matematica applicata, presso l'Università di Harvard nel 1986, per le sue ricerche sulle dinamiche del ciclo sonno-veglia umano.

## Carriera
Dopo aver trascorso tre anni come un membro post-dottorato della National Science Foundation a Harvard e alla Università di Boston, Strogatz è entrato a far parte della facoltà del Dipartimento di Matematica del MIT nel 1989. La sua ricerca sui sistemi dinamici è stata riconosciuta con un Presidential Young Investigator Award dalla National Science Foundation nel 1990. Nel 1994 si è trasferito alla Cornell University, dove ha la cattedra Jacob Gould Schurman di Matematica applicata.

## Ricerche
All'inizio della sua carriera, Strogatz ha lavorato su una varietà di problemi in biologia matematica, tra cui la geometria del DNA supercoiled, la topologia delle onde chimiche tridimensionali e il comportamento collettivo degli oscillatori biologici, come sciami di lucciole sincronicamente lampeggianti. Negli anni '90, il suo lavoro si concentrava sulla dinamica non lineare e sul caos applicato alla fisica, all'ingegneria e alla biologia. Molti di questi progetti riguardavano oscillatori accoppiati, come laser, giunzioni Josephson superconduttori e grilli che cinguettano all'unisono. Si è occupato di queste tematiche anche recentemente, esaminando i sistemi complessi e le loro conseguenze nella vita di tutti i giorni, come il ruolo della sincronizzazione della folla nell'oscillazione del Millennium Bridge di Londra il giorno dell'inaugurazione e la dinamica dell'equilibrio strutturale nei sistemi sociali.
Forse il suo contributo di ricerca più noto è il suo articolo su Nature del 1998 con Duncan J. Watts, intitolato "Collective dynamics of small-world networks". Questo paper è ampiamente considerato un contributo fondamentale al campo interdisciplinare delle reti complesse, le cui applicazioni spaziano dalla teoria dei grafi e dalla fisica statistica alla sociologia, agli affari, all'epidemiologia e alle neuroscienze. Come misura della sua importanza, è stato l'articolo più citato di teoria delle reti tra il 1998 e il 2008 e il sesto articolo più citato in tutta la fisica.

## Scritti e divulgazione
La scrittura di Strogatz per il grande pubblico comprende tre libri e articoli di giornali frequenti. Il suo libro Sync è stato scelto come Miglior Libro del 2003 da Discover Magazine. Il suo libro del 2009 The Calculus of Friendship  è stato definito "un vero strappalacrime" e "biografia di parti, parte di autobiografia e una parte del percorso di calcolo del sentiero battuto". Il suo libro del 2012, The Joy of x, ha vinto il premio Euler Book 2014.
Strogatz ha parlato a TED ed è un ospite frequente su Radiolab e Science Friday. Ha anche filmato una serie di conferenze sulla teoria del caos per la serie Great Courses della Teaching Company.

## Riconoscimenti
Strogatz è membro della Society for Industrial and Applied Mathematics,  dell'American Academy of Arts and Sciences, American Physical Society, e American Mathematical Society.
Strogatz è stato lodato per la sua abilità come insegnante e comunicatore. Nel 1991 ha ricevuto l'E.M. Baker Memorial Award per l'eccellenza nell'insegnamento universitario, l'unico premio di insegnamento dell'istituto MIT selezionato e assegnato esclusivamente dagli studenti. Ha anche vinto diversi premi di insegnamento alla Cornell, incluso il più alto premio per l'insegnamento universitario di Cornell, la Stephen F. Weiss Presidential Fellowship (2016). A livello nazionale, Strogatz ha ricevuto il JPBM Communications Award nel 2007. Presentato annualmente, questo premio riconosce risultati eccezionali nella comunicazione della matematica ai non matematici. Il JPBM rappresenta la American Mathematical Society, l'American Statistical Association, la Mathematical Association of America e la Society for Industrial and Applied Mathematics. Nel 2013 ha ricevuto l'AAAS Public Engagement with Science Award, per "il suo eccezionale impegno e passione per trasmettere la bellezza e l'importanza della matematica al pubblico in generale".
Strogatz è stato selezionato per essere il Rouse Ball Lecturer del 2009 a Cambridge e un MIT Mathematics 2011 Simons lecturer.
Nel 2014 gli è stato conferito l'Euler Book Prize dalla The Mathematical Association of America per The Joy of x.La citazione del premio descrive il libro come "un capolavoro di scrittura espositiva" e osserva che è "diretto ai milioni di lettori che affermano di non aver mai veramente capito che cosa fosse la matematica studiata, per cui la matematica era una serie di tecniche da padroneggiare senza una ragione apparente. " Insieme a Ian Stewart, Strogatz è stato insignito del Premio Lewis Thomas 2015 per Writing on Science.